# Larkana
Larkana är huvudort för ett distrikt med samma namn i den pakistanska provinsen Sindh. Folkmängden uppgick till cirka en halv miljon invånare vid folkräkningen 2017.